# Salah Eddine Mraouni
Salah Eddine Mraouni (28 december 1992) is een Marokkaans wielrenner die anno 2017 rijdt voor Kuwait-Cartucho.es en vooral in Afrika zijn wedstrijden rijdt. In 2015 won hij het eindklassement van de UCI Africa Tour en volgde hij een stage in het UCI Centre mondial du cyclisme.

## Overwinningen
2014
Jongerenklassement Ronde van Marokko
 Marokkaans kampioen op de weg, Beloften
2e etappe GP Chantal Biya
Punten- en bergklassement GP Chantal Biya
4e en 7e etappe Ronde van Rwanda
2015
6e etappe La Tropicale Amissa Bongo (ploegentijdrit)
GP Sakia El Hamra
Trophée Princier
UCI Africa Tour
2016
Bergklassement Ronde van Kameroen
1e etappe Ronde van Marokko
2017
4e en 8e etappe Ronde van Kameroen
Puntenklassement Ronde van Kameroen
6e etappe Ronde van Marokko
Eindklassement Ronde van Burkina Faso

## Resultaten in voornaamste wedstrijden
|      | \| Jaar \| \| WK op de weg \| \| ---- \| \| ------------ \| \| 2016 \| \| opgave \| \| 2017 \| \| opgave \| |              |
| Jaar | | WK op de weg |
| 2016 | | opgave       |
| 2017 | | opgave       |

## Ploegen
- 2017 –  Kuwait-Cartucho.es